# Avant la tempête
Avant la tempête (titre original : Rising Storm) est le quatrième volume de la série La Guerre des clans d'Erin Hunter. L'intrigue est centrée autour d'un jeune chat domestique qui quitte ses « Bipèdes » (humains) pour rejoindre un clan de chats sauvages. Dans ce volume, les personnages du livre ne sont encore pas très développés et ce n'est qu'au quatrième tome du troisième cycle, Éclipse, que l'on se rend rendra compte que le tout début est aussi important que la toute fin.

## Résumé
Depuis la trahison de Griffe de Tigre Cœur de Feu est devenu lieutenant et son neveu Petit Nuage est devenu son apprentis sous le nom de Nuage de Neige . Plus tard dans le livre il disparaît puis un quart de lune passe il est retrouvé par Tempête de Sable et Cœur de Feu , Nuage de Neige dira au clan qu'il s'est fait enlever par des Bipèdes. Dans la nuit qui a suivi un incendie se déclenche au camp Crocs Jaune, Demi-Queue et Pomme de Pin y laisseront la vie.